# Gryllus
Gryllus (лат.) — род прямокрылых насекомых из семейства сверчков.

## Распространение
Встречаются повсеместно, кроме Австралии.

## Описание
Сверчки среднего и крупного размера (1 — 3 см), как правило темноокрашенные (чёрные, буроватые). У самцов развита акустическая коммуникация. Всеядные.
Виды Европы и Америки отличаются от других родов строением гениталий самцов (эпифаллус состоит из трёх долей, включая длинную срединную), некоторые виды Африки имеют красновато-коричневую окраску тела. 

## Классификация
Род был впервые описан в 1758 году шведским натуралистом Карлом Линнеем, а его валидный статус был подтверждён в ходе ревизии, проведённой в 2019 году американскими энтомологами Дэвидом Вейссманом (David B. Weissman; Department of Entomology, Калифорнийская академия наук, Золотые ворота, Сан-Франциско, США) и Дэвидом Грэем (David A. Gray; Department of Biology, Университет штата Калифорния, Northridge, Калифорния). Видовое название дано по месту нахождения типовой серии (Chisos Mountains).
В результате изучения митохондриальных ДНК североамериканских видов в 2000 году была реконструирована филогения видов фауны Северной Америки (Huang et al. 2000) рода Gryllus. Выявлены три близких клады (трио) видов: Gryllus firmus-ovisopis-pennsylvanicus, texensis-rubens-lineaticeps, и fultoni-integer-veletis. Отдельно указан вид G. assimilis, который не родственен ни одной из указанных выше клад таксонов, но может формировать монофилетическую группу в составе трио fultoni-integer-veletis.
- Gryllus abditus Otte & Peck, 1997
- Gryllus abingdoni Otte & Peck, 1997
- Gryllus abnormis Chopard, 1970
- Gryllus alexanderi Otte & Cowper, 2007
- Gryllus alogus Rehn, 1902
- Gryllus amarensis Chopard, 1921
- Gryllus ambulator Saussure, 1877
- Gryllus argenteus Chopard, 1954
- Gryllus argentinus Saussure, 1874
- Gryllus arijua Otte & Perez-Gelabert, 2009
- Gryllus armatus Scudder, 1902
- Gryllus assimilis Fabricius, 1775
- Gryllus ater Walker, 1869
- Gryllus barretti Rehn, 1901
- Gryllus bellicosus Otte & Cade, 1984
- Gryllus bermudensis Caudell, 1903
- Gryllus bicolor Saussure, 1874
- Gryllus bimaculatus De Geer, 1773
- Gryllus braueri Karny, 1910
- Gryllus brevecaudatus Chopard, 1961
- Gryllus brevicaudus Weissman, Rentz, Alexander & Loher, 1980
- Gryllus bryanti Morse, 1905
- Gryllus campestris Linnaeus, 1758
- Gryllus capitatus Saussure, 1874
- Gryllus carvalhoi Chopard, 1962
- Gryllus cayensis Walker, 2001
- Gryllus chaldeus Uvarov, 1922
- Gryllus chappuisi Chopard, 1938
- Gryllus chichimecus Saussure, 1897
- Gryllus chisosensis
- Gryllus cohni Weissman, Rentz, Alexander & Loher, 1980
- Gryllus comptus Walker, 1869
- Gryllus conradti Bolívar, 1910
- Gryllus contingens Walker, 1869
- Gryllus darwini Otte & Peck, 1997
- Gryllus debilis Walker, 1871
- Gryllus firmus Scudder, 1902
- Gryllus fultoni Alexander, 1957
- Gryllus fulvipennis Blanchard, 1851
- Gryllus galapageius Scudder, 1893
- Gryllus genovesa Otte & Peck, 1997
- Gryllus insularis Scudder, 1876
- Gryllus integer Scudder, 1901
- Gryllus isabela Otte & Peck, 1997
- Gryllus jallae Giglio-Tos, 1907
- Gryllus jamaicensis Walker, 2009
- Gryllus kapushi Otte, 1987
- Gryllus krugeri Otte, Toms & Cade, 1988
- Gryllus leei
- Gryllus lightfooti
- Gryllus longicercus
- Gryllus lineaticeps Stål, 1861
- Gryllus locorojo Weissman & Gray, 2012
- Gryllus luctuosus Bolívar, 1910
- Gryllus madagascarensis Walker, 1869
- Gryllus makhosica
- Gryllus mandevillus Otte & Perez-Gelabert, 2009
- Gryllus marchena Otte & Peck, 1997
- Gryllus maunus Otte, Toms & Cade, 1988
- Gryllus maximus Uvarov, 1952
- Gryllus meruensis Sjöstedt, 1910
- Gryllus miopteryx Saussure, 1877
- Gryllus montis
- Gryllus multipulsator Weissman, 2009
- Gryllus mundus Walker, 1869
- Gryllus mzimba Otte, 1987
- Gryllus namibius Otte & Cade, 1984
- Gryllus navajo
- Gryllus nyasa Otte & Cade, 1984
- Gryllus opacus Chopard, 1927
- Gryllus ovisopis Walker, 1974
- Gryllus parilis Walker, 1869
- Gryllus pennsylvanicus Burmeister, 1838
- Gryllus personatus Uhler, 1864
- Gryllus peruviensis Saussure, 1874
- Gryllus pinta Otte & Peck, 1997
- Gryllus planeta
- Gryllus quadrimaculatus Saussure, 1877
- Gryllus regularis
- Gryllus rixator Otte & Cade, 1984
- Gryllus rubens Scudder, 1902
- Gryllus saxatilis
- Gryllus scudderianus Saussure, 1874
- Gryllus sibiricus Chopard, 1925
- Gryllus signatus Walker, 1869
- Gryllus sotol
- Gryllus staccato
- Gryllus subpubescens Chopard, 1934
- Gryllus texensis Cade & Otte, 2000
- Gryllus thinos
- Gryllus transpecos
- Gryllus urfaensis Gumussuyu, 1978
- Gryllus veintinueve
- Gryllus veletis Alexander & Bigelow, 1960
- Gryllus veletisoides
- Gryllus vernalis Blatchley, 1920
- Gryllus vicarius Walker, 1869
- Gryllus vocalis Scudder, 1901
- Gryllus vulcanus
- Gryllus zaisi Otte, Toms & Cade, 1988
- Gryllus rhinoceros Gorochov, 2001
- Gryllus zambesi Saussure, 1877

### Палеонтология
- †Gryllus fuchsi Handlirsch, 1907[6]
- †Gryllus lineiceps Zeuner, 1939
- †Gryllus oligocaenicus Cockerell, 1921
- †Gryllus schindewolfi Zeuner, 1937
- †Gryllus vetus Cockerell, 1921
- †Gryllus vociferans Cockerell, 1925[7]